# Villamiroglio
Villamiroglio (Vilamireu o Vila dij Mireu in piemontese) è un comune italiano di 286 abitanti della provincia di Alessandria in Piemonte, situato a circa 30 chilometri da Casale Monferrato.

## Storia

### Simboli
Lo stemma del comune di Villamiroglio riprende il blasone della famiglia dei Conti Miroglio di Moncestino.

## Monumenti e luoghi d'interesse
- Chiesa dei Santi Filippo e Michele costruita a partire dal 1764 sull’area della precedente parrocchiale di Santa Maria[5].
- Chiesa di Santo Stefano in frazione Vallegioliti che fu costruita a partire dal 1819 e consacrata nel 1823 dal vescovo di Casale per permettere alla popolazione di partecipare alle funzioni religiosi senza recarsi nel capoluogo[6].
- Chiesa di Santa Liberata risalente a fine del XV secolo è uno degli edifici di culto più antichi della Valcerrina. Al suo interno sono conservati affreschi del XVII secolo[7].
- Chiesa di San Filippo in frazione Mezzalfenga

## Società

### Evoluzione demografica
La popolazione del Comune ha subito una forte riduzione in cento anni, portando i residenti attuali al 30% degli abitanti rispetto all'anno 1921.
Abitanti censiti

### Lingue e dialetti

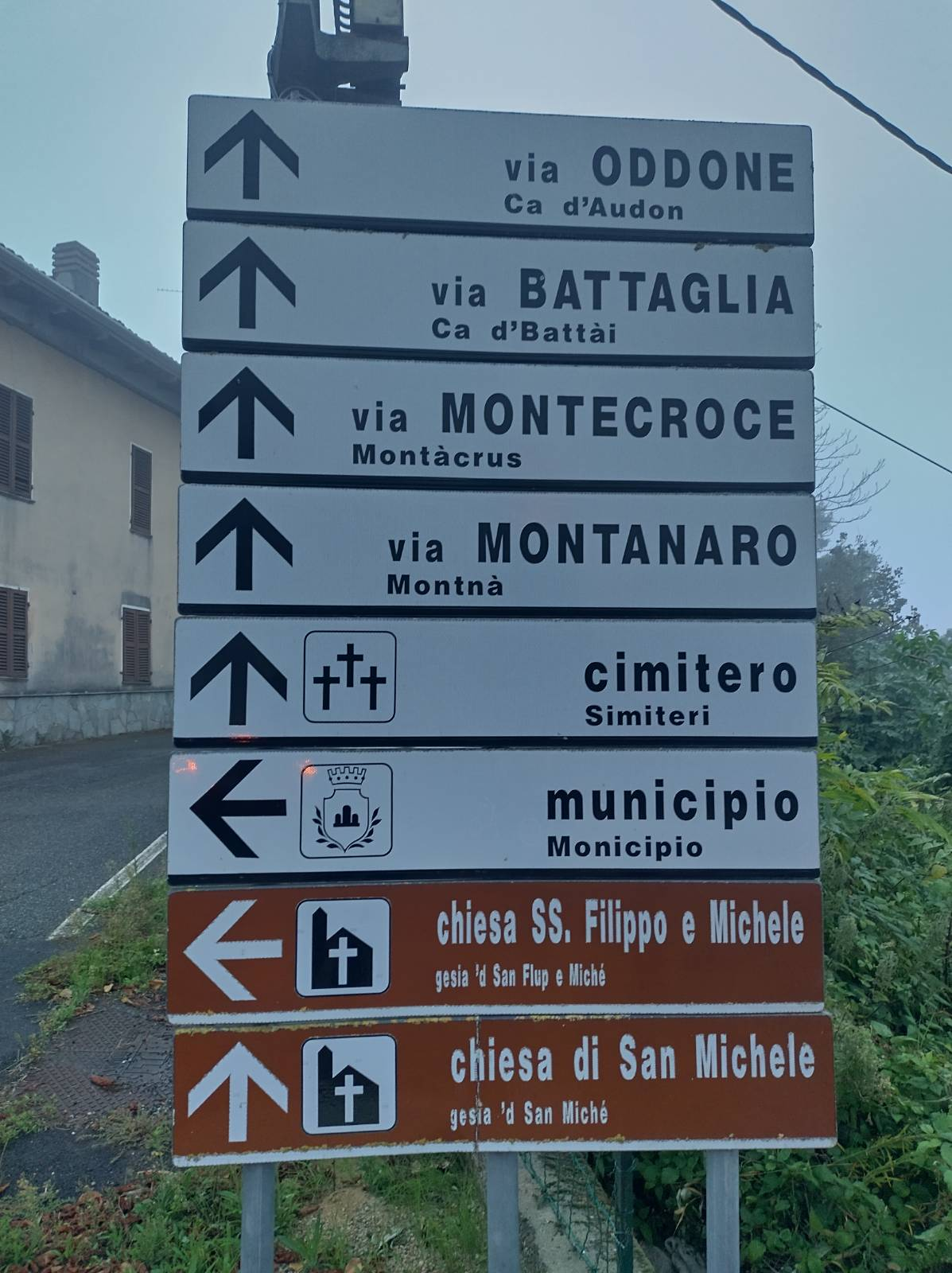
Cartelli direzionali bilingui a Villamiroglio.

A Villamiroglio tutta la segnaletica stradale è bilingue italiano - piemontese e nel 2020 è stato proposto di istituire una "Giornata della lingua e della cultura piemontese"

## Amministrazione
Di seguito è presentata una tabella relativa alle amministrazioni che si sono succedute in questo comune.
| Periodo        | Periodo        | Primo cittadino     | Partito                                | Carica  | Note   |
| -------------- | -------------- | ------------------- | -------------------------------------- | ------- | ------ |
| 5 luglio 1985  | 25 maggio 1990 | Giovanni Monchietto | Democrazia Cristiana                   | Sindaco | [ 10 ] |
| 25 maggio 1990 | 24 aprile 1995 | Giovanni Monchietto | Democrazia Cristiana                   | Sindaco | [ 10 ] |
| 24 aprile 1995 | 14 giugno 1999 | Giovanni Monchietto | centro                                 | Sindaco | [ 10 ] |
| 14 giugno 1999 | 14 giugno 2004 | Giovanni Brusa      | lista civica                           | Sindaco | [ 10 ] |
| 14 giugno 2004 | 8 giugno 2009  | Giovanni Brusa      | lista civica                           | Sindaco | [ 10 ] |
| 8 giugno 2009  | 26 maggio 2014 | Paolo Monchietto    | lista civica Insieme per Villamiroglio | Sindaco | [ 10 ] |
| 26 maggio 2014 | 27 maggio 2019 | Paolo Monchietto    | lista civica Insieme per Villamiroglio | Sindaco | [ 10 ] |
| 27 maggio 2019 | 9 giugno 2024  | Paolo Monchietto    | lista civica Insieme per Villamiroglio | Sindaco | [ 10 ] |
| 9 giugno 2024  | in carica      | Paolo Monchietto    | lista civica Insieme per Villamiroglio | Sindaco | [ 10 ] |